# Дощане
Дощане (рос. Дощаное) — селище в Вельському районі Архангельської області Російської Федерації.
Населення становить 9 осіб. Входить до складу муніципального утворення Солгинське муніципальне утворення.

## Історія
Від 1937 року належить до Архангельської області.
Від 2004 року належить до муніципального утворення Солгинське муніципальне утворення.

## Населення
| 2002 | 2010 | 2012 | 2014 |
| ---- | ---- | ---- | ---- |
| 44   | ↘3   | ↗11  | ↘9   |